# جماع معجل
جِماع العُجَالة أو الجِماع المُعجَّل هو الجماع الذي قد يمارسه الزوجان عندما يكون الوقت المتاح لذلك ضيقًا. قد تجري العُجالة برغبة جنسية عفوية من الطرفين أو تكون ترتيبًا منتظمًا أو مخططًا له.